# 杵築市立上中学校
杵築市立上中学校（きつきしりつ かみちゅうがっこう）は、かつて大分県杵築市山香町久木野尾にあった公立中学校。
杵築市の西南部に位置する上地区にあり、へき地校の指定を受けていた。2009年（平成21年）4月に、本校を含む市内の3中学校が統合され、新たに杵築市立山香中学校が設置されたのに伴い閉校。

## 沿革
- 1947年（昭和22年）5月 - 上村立中学校として創立。
- 1951年（昭和26年）4月1日 - 速見郡上村が中山香町、東山香村と合併し、山香町となったことに伴い、山香町立上中学校に校名変更。
- 2005年（平成17年）10月1日 - 山香町が杵築市・西国東郡大田村と新設合併し、新たに杵築市となったことに伴い、杵築市立上中学校に校名変更。
- 2009年（平成21年）4月1日 - 杵築市立山香中学校、杵築市立北部中学校、杵築市立上中学校を統合し、新たに杵築市立山香中学校が設置されたのに伴い閉校。

## 部活動
- 野球部
- 陸上部（男子）
- 陸上部（女子）
- ソフトテニス部

## 交通
- 車 - 宇佐別府道路大分農業文化公園ICより約5分